# Kis szarvasbogár
A kis szarvasbogár (Dorcus parallelipipedus) a bogarak (Coleoptera) rendjébe és a szarvasbogárfélék (Lucanidae) családjába tartozó faj. Magyarországon védett.

## Előfordulása
Dombos, hegyes területeken, főleg lomberdőkben él. Gyakran megtalálható kertes városi környezetben, idősebb fákat tartalmazó parkokban is.

## Megjelenése
Lapos, elül-hátul egyforma széles, homályos fekete teste, melynek fejlődése korhadó tölgy- és bükkfában folyik le, fénytelen fekete. Az ivari dimorfizmus kevésbé szembetűnő, mint a nagy szarvasbogárnál, a különbség a rágók alakjában van: a hím rágóján levő felfelé álló fog a nősténynél hiányzik. A lárva korhadó tölgyben és bükkben fejlődik, imágója május–júniusban esténként rajzik.

## Életmódja
Főleg tölgyesekben él, ahol a fák kicsorgó nedvével táplálkozik. A nőstény petéit korhadó tölgytuskók gyökerei közé rakja. A lárvák a fakorhadékait fogyasztják, abban vastag járatokat vájnak. Fejlődésük 3-5 évig tart. Bebábozódásuk során a fák törmelékeiből gubót készítenek, amelyből a 6. évben bújik ki a kifejlett imágó. Nyári estéken táplálékot keresve nagyobb távolságokra repül.

## Képek

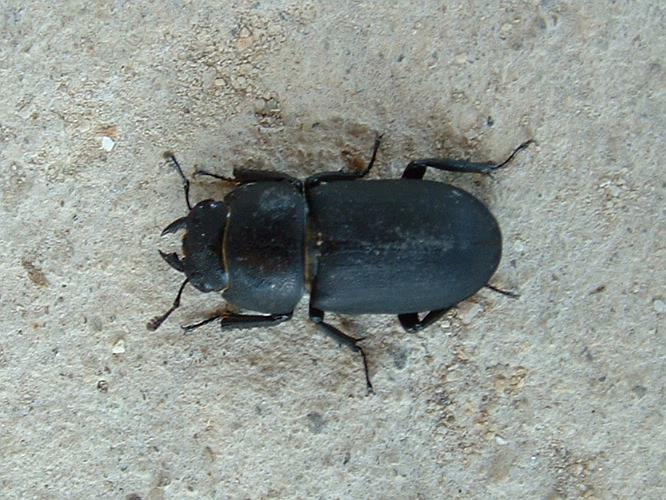
Nőstény
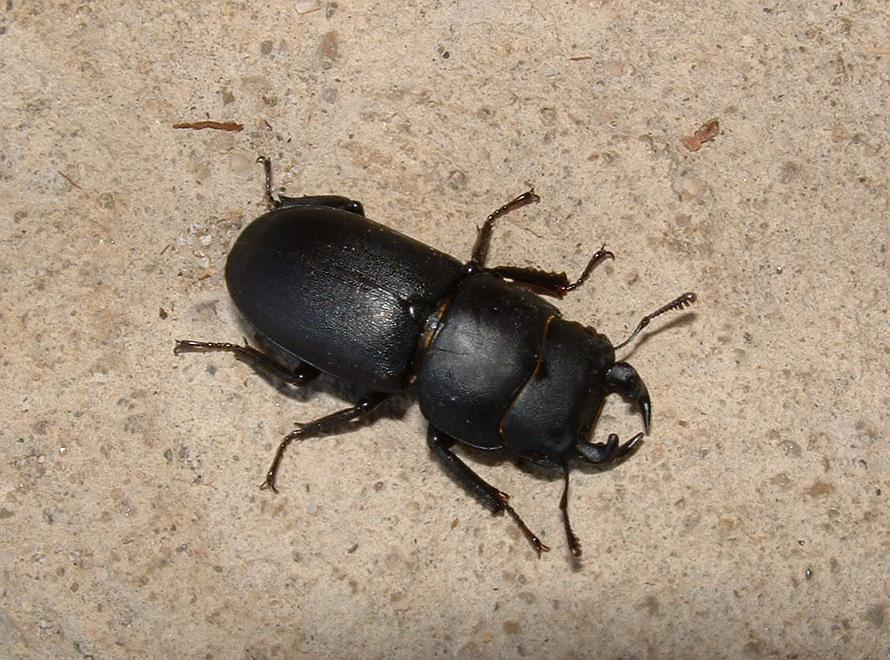
Hím